# Pentaceration spinosissima
Pentaceration spinosissima är en kräftdjursart som beskrevs av Just 2009. Pentaceration spinosissima ingår i släktet Pentaceration och familjen Paramunnidae.
Artens utbredningsområde är Bassundet. Inga underarter finns listade i Catalogue of Life.